# Nachal Udim
Nachal Udim, vyslovováno [Udym] (hebrejsky נחל אודים) je krátké vádí v centrálním Izraeli, v pobřežní nížině.
Začíná v nadmořské výšce okolo 10 metrů nad mořem na jihovýchodním okraji města Netanja, poblíž obce Bejt Jehošua. Směřuje pak k jihozápadu rovinatou a zemědělsky využívanou pobřežní nížinou, přičemž z jihovýchodu míjí vesnici Udim. U ní ústí zprava do vádí Nachal Poleg.